# Крюков, Владимир Николаевич (спортсмен)
Влади́мир Никола́евич Крю́ков (2 октября 1925, Москва — ?) — советский гребец, серебряный призёр Олимпийских игр. Заслуженный мастер спорта СССР (1954).

## Карьера
На Олимпиаде в Хельсинки в составе восьмёрки выиграл серебряную медаль.
На Олимпийских играх 1956 года в соревнованиях восьмёрок не смог выйти в финал.
В 1949 году окончил Московский авиационный институт. После окончания спортивной карьеры работал старшим научным сотрудником на кафедре авиационно-космической теплотехники МАИ. Доктор технических наук.
Умер, похоронен на Троекуровском кладбище.

## Награды
- Медаль «За трудовую доблесть» (27.04.1957) — «за успехи, достигнутые в деле развития массового физкультурного движения в стране, повышения мастерства советских спортсменов, и успешное выступление на международных соревнованиях»